# NGC 4981
NGC 4981 ist eine Balken-Spiralgalaxie vom Hubble-Typ SBbc und liegt im Sternbild Jungfrau auf der Ekliptik. Sie ist rund 71 Millionen Lichtjahre von der Milchstraße entfernt und hat einen Durchmesser von etwa 60.000 Lichtjahren.

Im selben Himmelsareal befinden sich u. a. die Galaxien NGC 4951, IC 4209, IC 4212.
Die Galaxie war Schauplatz zweier Supernovae: SN 1968I (Typ-Ia) in einem Doppelsternsystem und SN 2007c (Typ-Ib) die eines massereichen Sterns.
Das Objekt wurde am 17. April 1784 von William Herschel entdeckt.